# Hastings Lake
Hastings Lake är en sjö i Kanada.   Den ligger i provinsen Alberta, i den centrala delen av landet, 2 800 km väster om huvudstaden Ottawa. Hastings Lake ligger 734 meter över havet. Arean är 9,2 kvadratkilometer. Den sträcker sig 3,2 kilometer i nord-sydlig riktning, och 6,1 kilometer i öst-västlig riktning.
Omgivningarna runt Hastings Lake är en mosaik av jordbruksmark och naturlig växtlighet. Runt Hastings Lake är det glesbefolkat, med 11 invånare per kvadratkilometer.